# Anciens arrondissements de Nantes
Ne doit pas être confondu avec Arrondissement de Nantes.

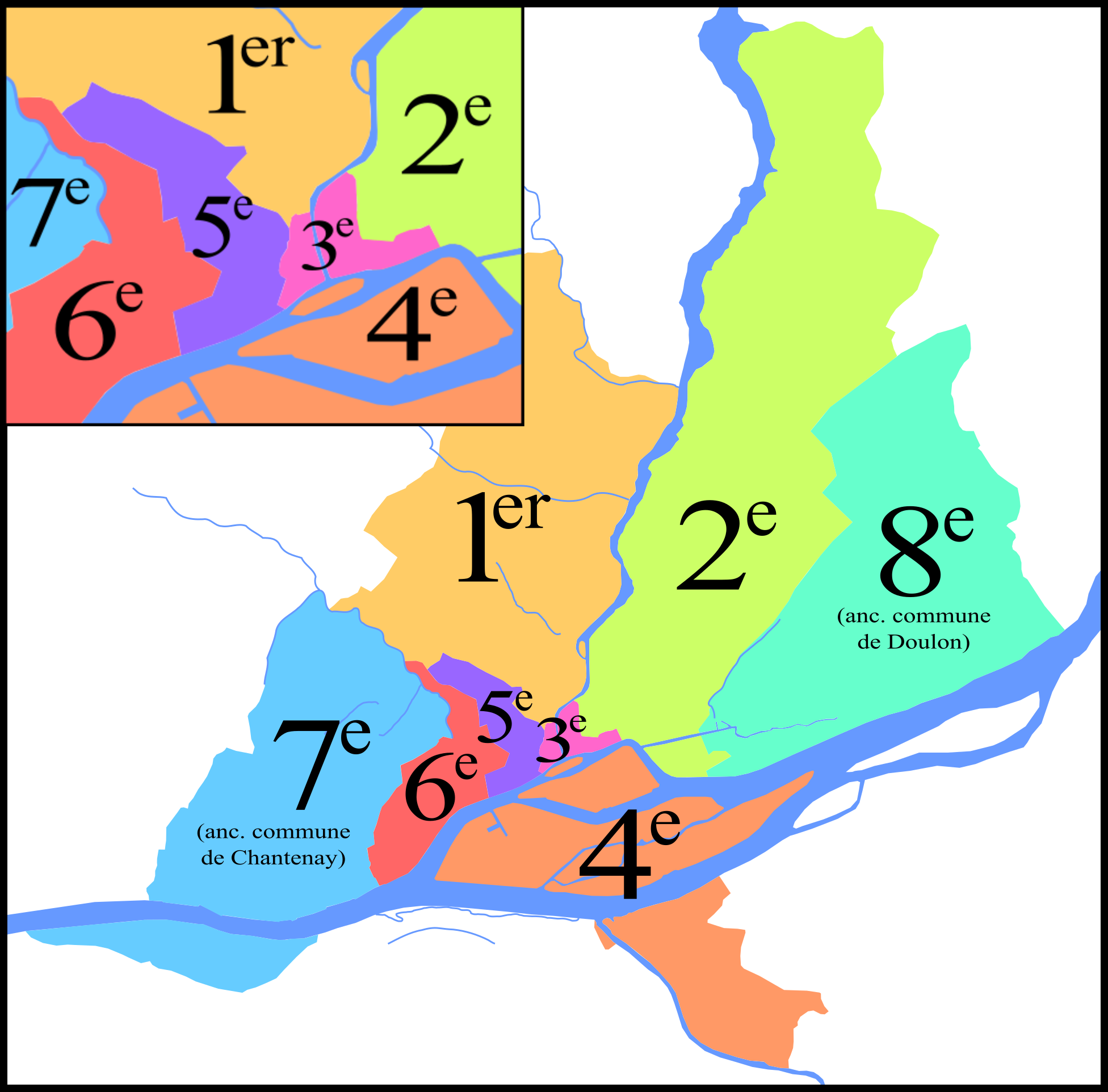
Carte des arrondissements en 1926, avant les comblements.

Les anciens arrondissements de Nantes correspondent à un ancien découpage judiciaire en vigueur de 1790 à 1958. La ville en possédait huit, dont témoignent encore de nombreuses anciennes plaques de rues.
Contrairement aux arrondissements municipaux comme ceux de Paris, Lyon et Marseille, ils n'avaient pas de rôle administratif et ne possédaient ni maire ni conseil. Ils étaient en effet des arrondissements judiciaires, chacun correspondant à la circonscription d'une justice de paix.
Ils ne doivent en aucun cas être confondus avec les actuels quartiers de la ville dont la numérotation et les limites administratives diffèrent totalement.

## Histoire
|  |

Les arrondissements remontaient à la création des justices de paix sous la Convention en 1790. Ils étaient alors six, regroupant chacun un nombre d'habitants équivalent. Chaque arrondissement comprenait trois des 18 secteurs de la ville. En 1908, l'annexion par la ville de Nantes des communes de Chantenay-sur-Loire et Doulon a signifié la création de deux nouveaux arrondissements.
Une ordonnance de police de 1809 a rendu obligatoire l'apposition du numéro d'arrondissement sur toutes les plaques de rue. Nantes n'est pas la seule ville à avoir gardé des plaques de rue mentionnant d'anciens arrondissements judiciaires, puisqu'on peut aussi voir de telles plaques à Bordeaux et à Lille. À Rennes, les arrondissements étaient en revanche appelés des « cantons » et les plaques de rues anciennes mentionnent donc des cantons désignés par les points cardinaux (par exemple canton Nord-Ouest).
Les justices de paix ont été remplacées par les tribunaux d'instance en 1958, ce qui explique la disparition des arrondissements nantais à cette date. L'indication de l'arrondissement sur les plaques de rues a depuis tendance à disparaitre au fur et à mesure du remplacement de celles-ci.

## Liste des arrondissements

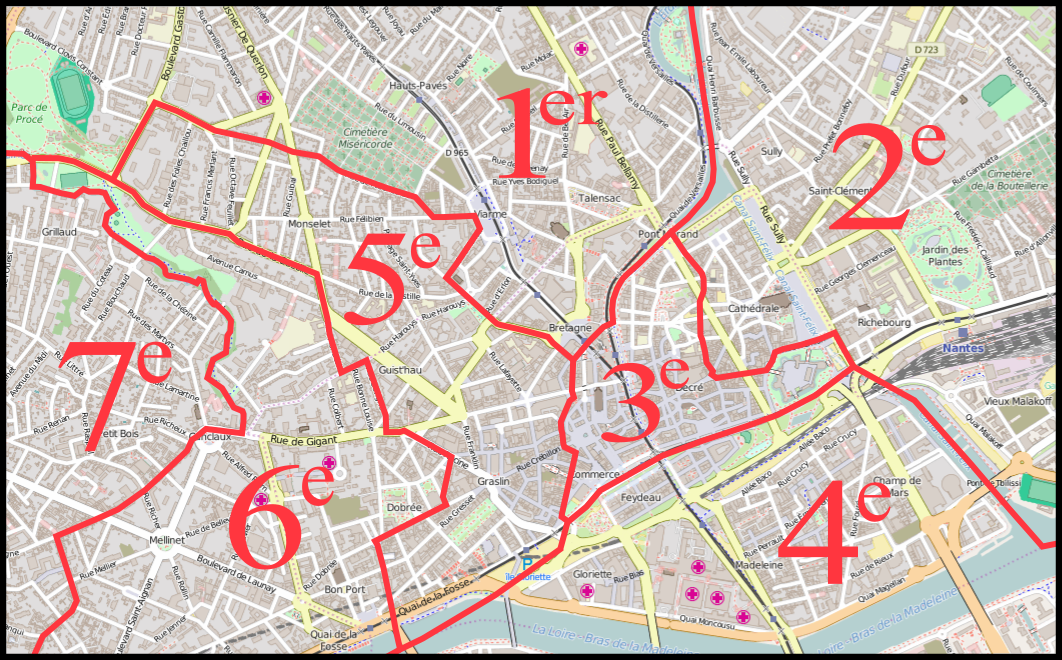
Carte superposant les limites des anciens arrondissements de Nantes sur le centre-ville contemporain. Le 8e arrondissement n'est pas présent sur cette carte : il se situait grosso modo à l'est du 2e arrondissement.

Les arrondissements devaient chacun regrouper un nombre d'habitants similaire. Ayant été créés à une époque où la surface construite était beaucoup plus restreinte qu'aujourd'hui, ils variaient beaucoup en taille. Ainsi, le troisième, qui comprenait une partie du centre historique, à forte densité de population, était de taille très réduite. Les premier et deuxième, en revanche, s'étendaient du centre jusqu'aux limites communales, incluant de vastes zones rurales peu peuplées.
Le premier arrondissement s'étendait à l'ouest de l'Erdre, au nord d'une ligne reliant les places Bretagne, Édouard-Normand et Viarme. Il incluait le cimetière Miséricorde, la route de Vannes, l'île de Versailles et tous les quartiers situés plus au nord (Saint-Similien, Saint-Félix, Breil-Malville, Petit Port, Jonelière, pont du Cens...).
Le deuxième arrondissement s'étendait à l'est de l'Erdre, en parallèle du premier. Il commençait autour de la rue de Strasbourg et de la place du Pilori, incluait la cathédrale, le cours Saint-Pierre, la gare de Nantes, le jardin des plantes, ainsi que tous les quartiers jusqu'à Carquefou (Saint-Clément, Saint-Donatien, Port-Boyer, Beaujoire, Saint-Joseph de Porterie, Chantrerie...).
Le troisième arrondissement était le plus petit. Il s'étendait sur une partie du centre-ville, entre la rue de Strasbourg d'un côté et la rue de la Fosse de l'autre. Il s'étendait aussi un peu à l'est de la rue de Strasbourg pour inclure le château des ducs de Bretagne. Il incluait également la place Royale, la place du Commerce, la place du Bouffay et l'hôtel de ville.
Le quatrième arrondissement comprenait les quartiers au sud de la Loire (Saint-Jacques, Pirmil, Lion d'Or...) et toutes les îles de Loire. Celles-ci ont disparu lors des comblements de Nantes : l'île Feydeau et l'île Gloriette ont été réunies à la terre ferme et les autres îles ont été fusionnées pour donner naissance à l'île de Nantes.
Le cinquième arrondissement s'étendait sur la partie ouest du centre-ville. Il s'étendait du quartier Toutes-Joies au quai de la Fosse, délimité à l'ouest par les rues de la Bastille, Racine et Voltaire. Sa limite coupait le quai de la Fosse au niveau de la rue de la Verrerie. L'arrondissement comprenait la rue du Calvaire, la place Graslin, le cours Cambronne, l'ancien palais de justice et le boulevard Gabriel-Guist'hau.
Le sixième arrondissement se trouvait immédiatement à l'ouest du cinquième, avant l'ancienne commune de Chantenay-sur-Loire. La limite entre les deux correspondait au cours de la Chézine du Repos de Jules-César jusqu'à la place Canclaux, puis aux rues de la Ville-en-Bois, de Plaisance, Amiral-du-Chaffault et Fontaine-des-Baronnies. Cet arrondissement comprenait le muséum, le musée Dobrée, l'église Notre-Dame-de-Bon-Port, la butte Sainte-Anne avec l'actuel musée Jules-Verne, et la place Général-Mellinet.
Le septième arrondissement, créé à la suite de l'annexion de la commune de Chantenay-sur-Loire en 1908, comprenait les actuels quartiers de Chantenay, Bellevue, Dervallières, Zola, Roche-Maurice... ainsi que l'ancienne île de Cheviré, aujourd'hui située au sud de la Loire.
Le huitième arrondissement, créé à la suite de l'annexion de la commune de Doulon en 1908, était séparé du reste de la ville par le ruisseau du Gué Robert puis par la route de Sainte-Luce jusqu'à la Souillarderie. Ensuite, la limite obliquait vers la Haluchère et suivait la route de Paris jusqu'à Carquefou. Cet arrondissement comprenait les quartiers de Toutes-Aides, Vieux-Doulon, Bottière, Bois-Briand... Il se partageait aussi une partie de la prairie de Mauves (actuel quartier Malakoff) avec le deuxième arrondissement.

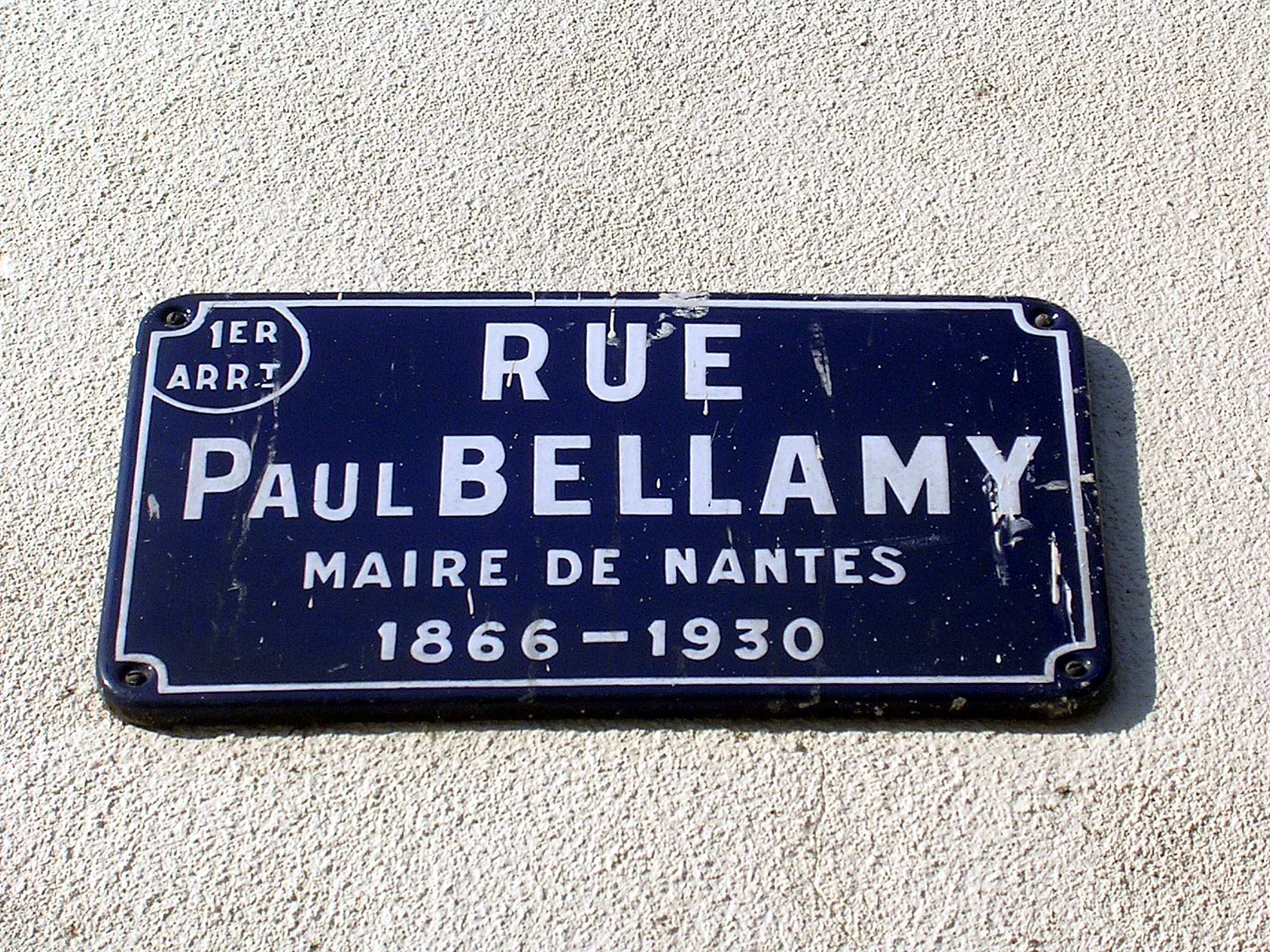
Rue Paul-Bellamy (1er arrondissement)
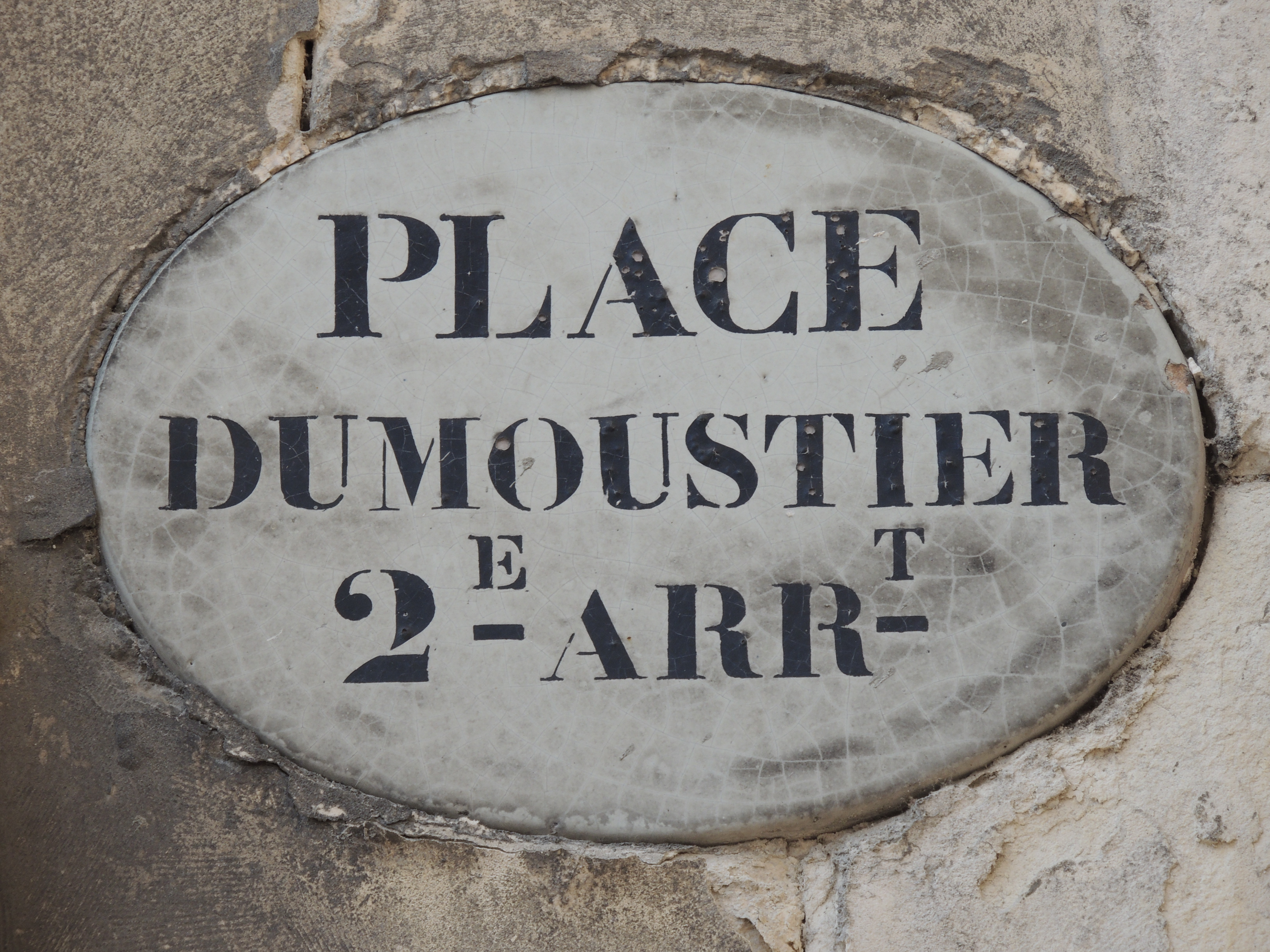
Vieille plaque en émail de la place Dumoustier (2e arrondissement)
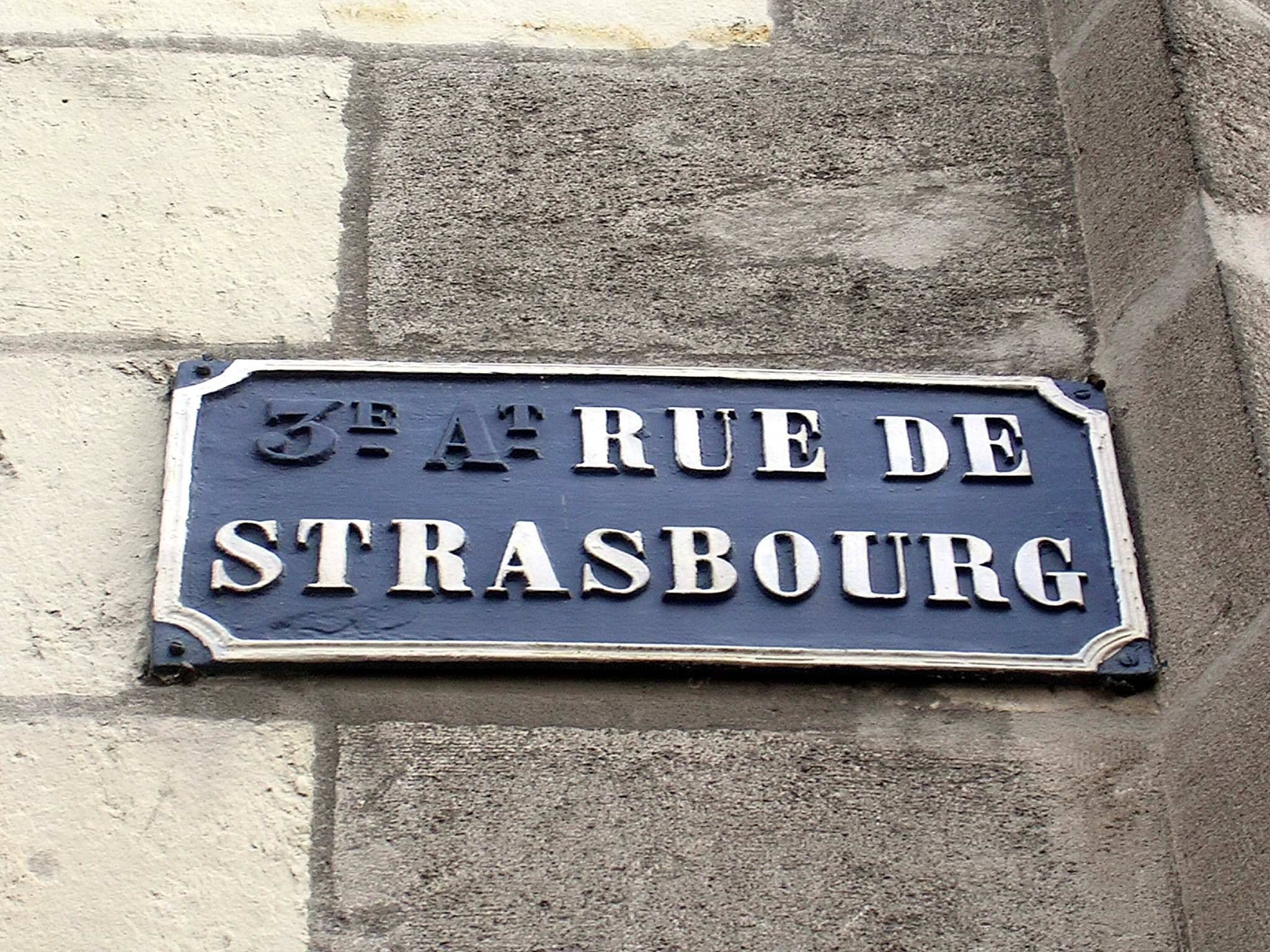
Plaque de la rue de Strasbourg avec la mention d'arrondissement repeinte (3e arrondissement)
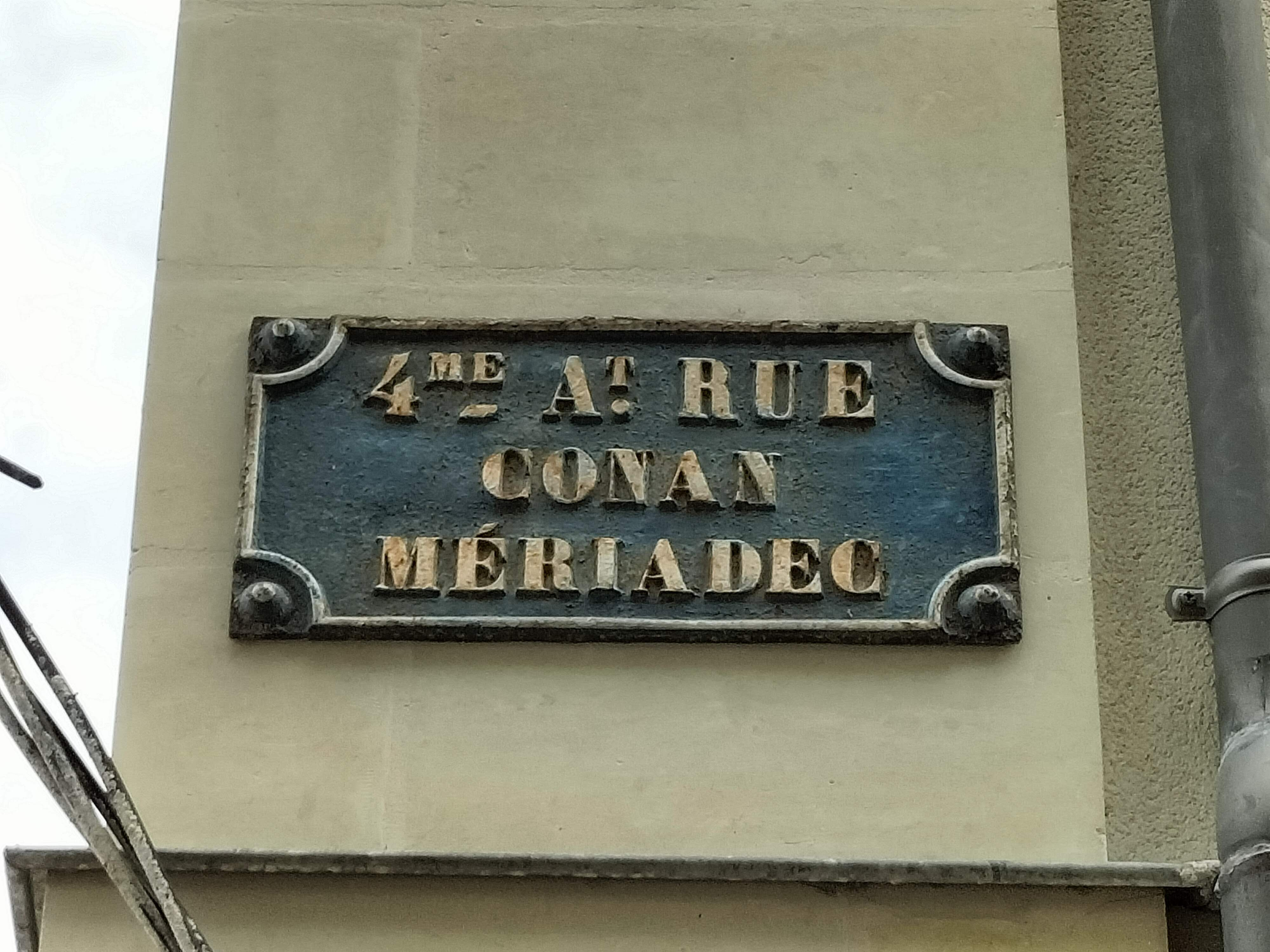
Rue Conan-Mériadec (4e arrondissement)
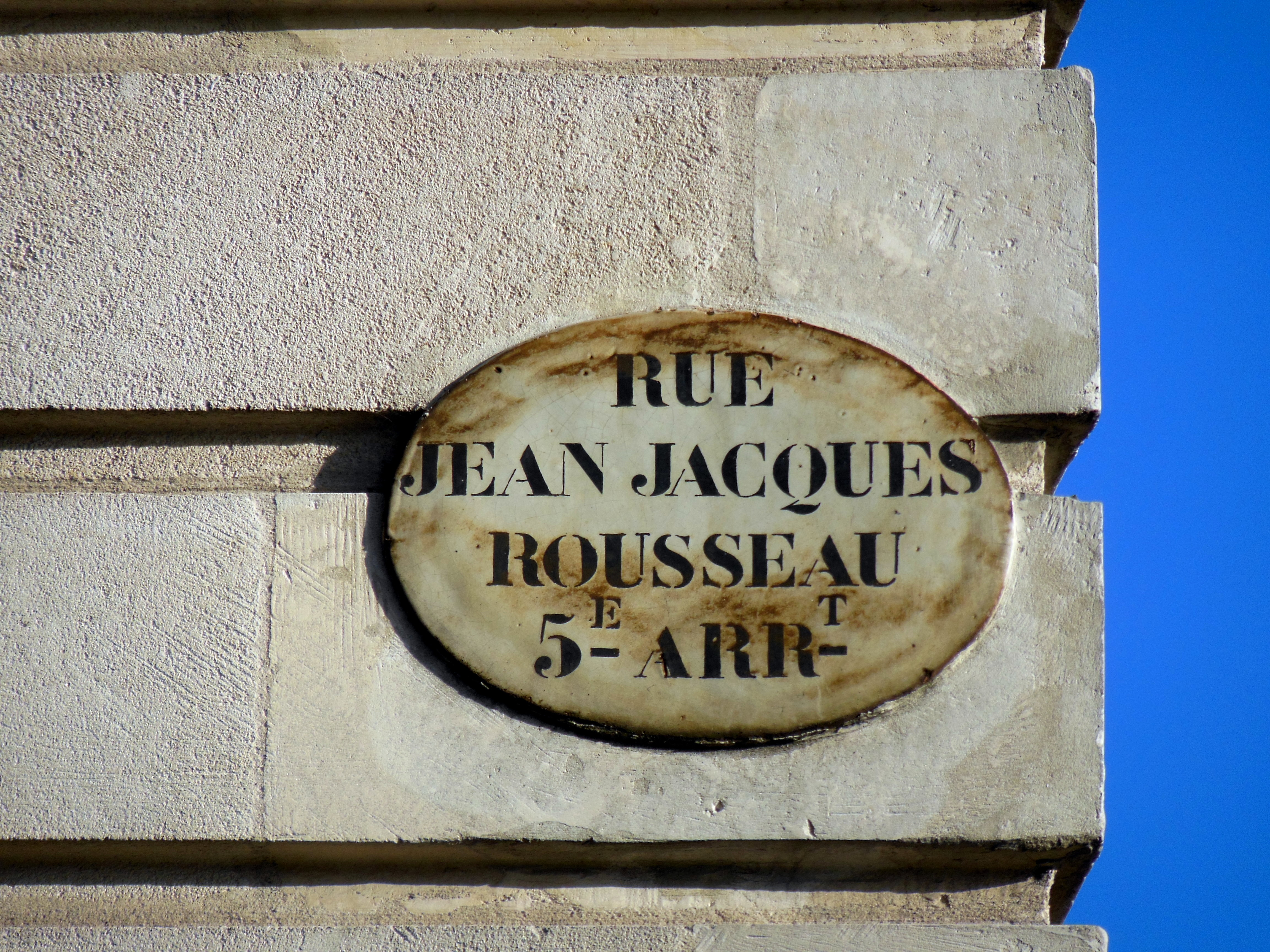
Rue Jean-Jacques-Rousseau (5e arrondissement)
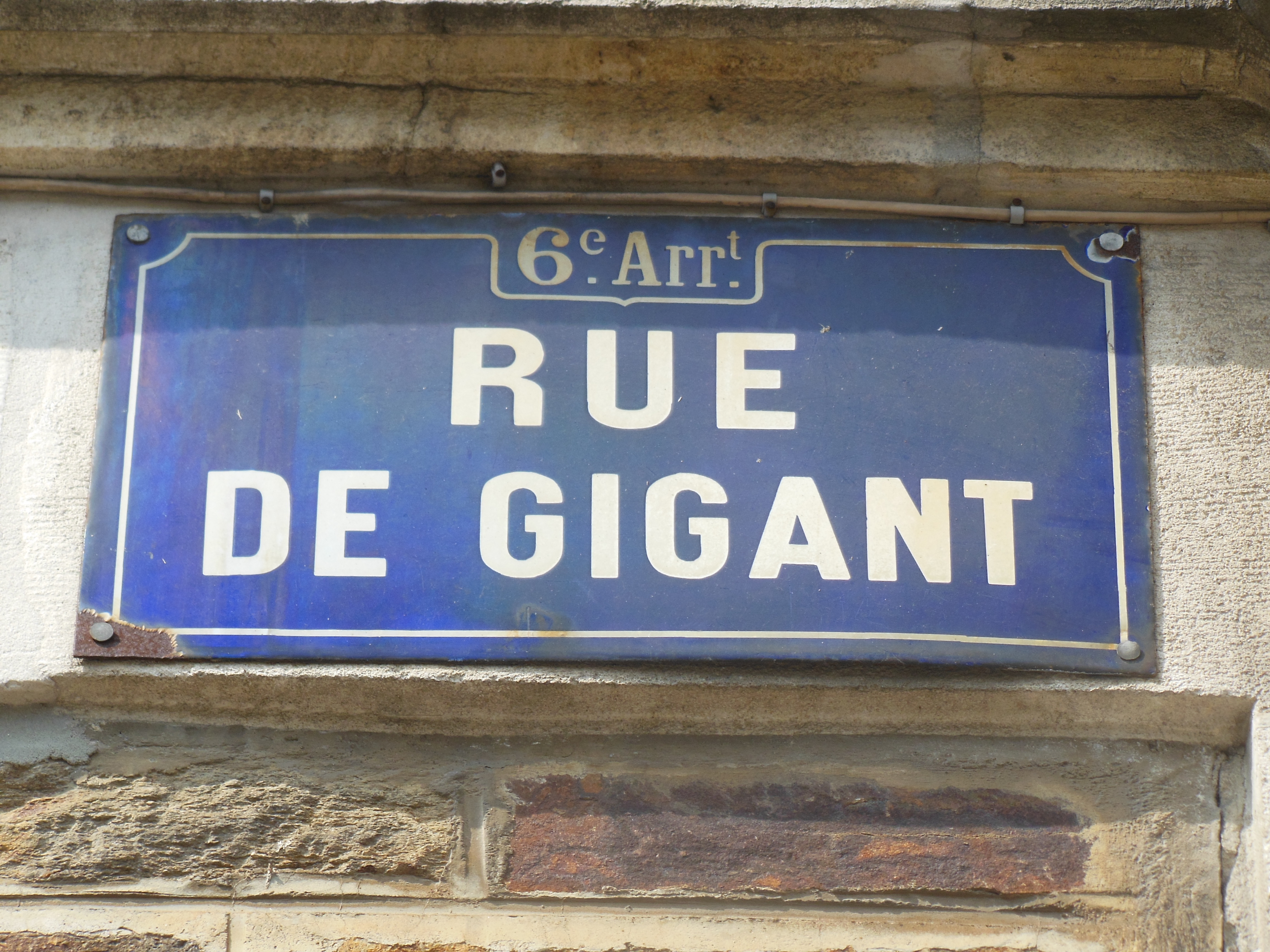
Plaque de la rue de Gigant (6e arrondissement)
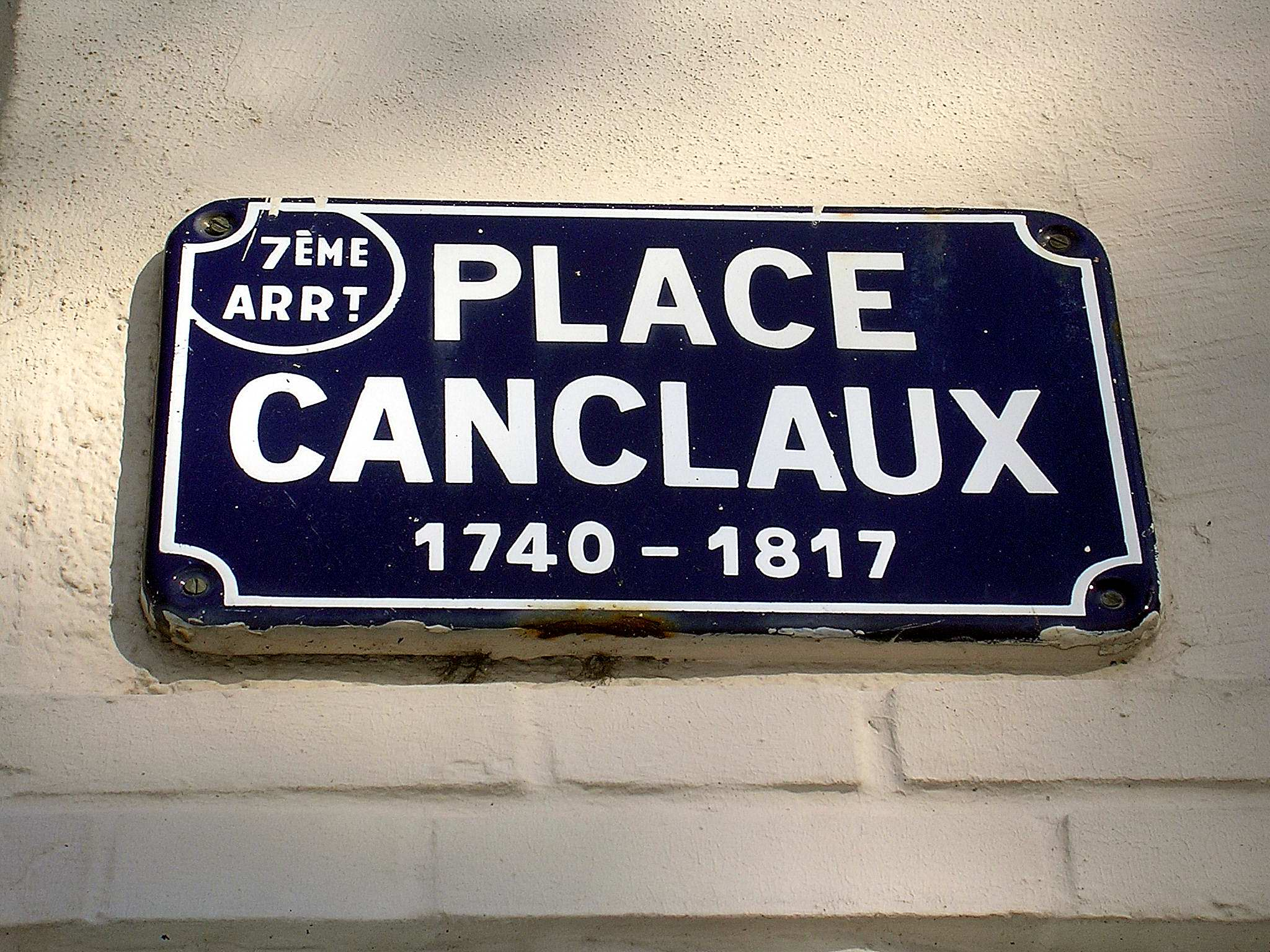
Plaque de la place Canclaux (7e arrondissement)